# کونیتسه (استان اشوی‌داشکسیه)
کونیتسه (به لهستانی: Kunice) یک منطقهٔ مسکونی در لهستان است که در گمینا وویچیخوویتسه واقع شده‌است. کونیتسه ۲۰۰ نفر جمعیت دارد.